# Vincenzo Peruggia

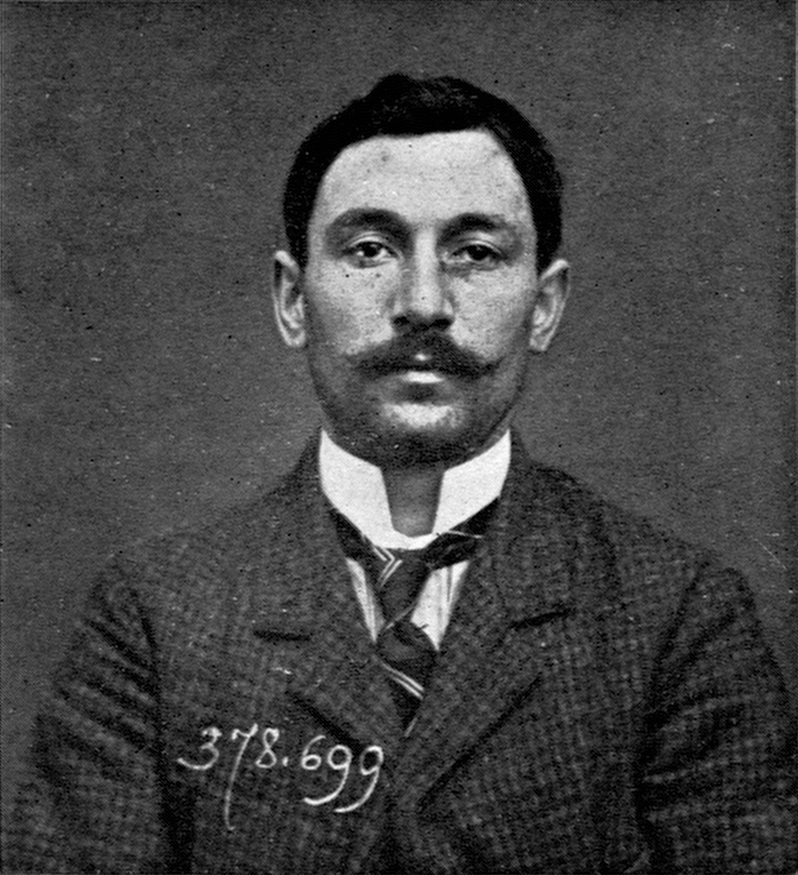
Ảnh Vincenzo Peruggia trong hồ sơ tội phạm

Vincenzo Peruggia (sinh ngày 8 tháng 10 năm 1881 - mất ngày 8 tháng 10 năm 1925) là một tên trộm người Ý, nổi tiếng nhất vì đã đánh cắp bức tranh Mona Lisa vào ngày 21 tháng 8 năm 1911. Vincenzo Peruggia sinh ra ở Dumenza, Varese, Ý. Ông qua đời ở Saint-Maur-des-Fossés, Pháp.
Năm 1911, Peruggia gây ra vụ trộm tác phẩm nghệ thuật lớn nhất thế kỷ 20. Một giả thuyết của cảnh sát cho rằng cựu nhân viên Louvre trốn bên trong bảo tàng vào Chủ nhật, ngày 20 tháng 8, biết rằng bảo tàng sẽ đóng cửa vào ngày hôm sau. Nhưng theo cuộc thẩm vấn của Peruggia tại Florence sau khi bị bắt,  ông vào bảo tàng khoảng 7 giờ sáng thứ Hai, ngày 21 tháng 8, qua cánh cửa nơi các nhân viên bảo tàng Louvre khác bước vào. Ông ta cho biết, ông mặc một trong những chiếc áo khoác màu trắng mà nhân viên bảo tàng thường mặc và không thể phân biệt được với các nhân viên khác. Khi đến Salon Carré, nơi bức tranh Mona Lisa treo, ông nâng bức tranh ra khỏi bốn cái chốt sắt đã gắn nó vào tường và mang đến một cầu thang bộ gần đó. Ở đó, ong ta tháo vỏ bảo vệ và khung. Một số người báo cáo rằng ông đã che giấu bức tranh (mà Leonardo vẽ trên gỗ) dưới áo khoác của mình. Nhưng Peruggia chỉ cao 160 cm (63 in),  và kích thước của bức tranh Mona Lisa khoảng 21 in × 30 in (53 cm × 77 cm), do đó, nó sẽ không vừa với một chiếc áo khoác được mặc bởi Peruggia. Thay vào đó, ông cởi áo khoác của mình và quấn nó quanh bức tranh, giấu nó dưới cánh tay của anh, và rời khỏi Louvre qua cánh cửa anh mà anh đã đi vào trước đó. 
Peruggia giấu bức tranh trong căn hộ của anh ở Paris.  Được cho là, khi cảnh sát đến tìm căn hộ và hỏi anh ta, cảnh sát đã chấp nhận chứng cớ của anh ta rằng anh ta đã làm việc ở một địa điểm khác vào ngày bức tranh bị đánh cắp.
Sau khi giữ bức tranh ẩn trong một thân cây trong căn hộ của mình trong hai năm, Peruggia trở về Ý với nó. Anh giữ nó trong căn hộ của mình ở Florence, Ý nhưng đã trở nên thiếu kiên nhẫn, và cuối cùng đã bị bắt khi anh liên lạc với Alfredo Geri ( một chủ một phòng trưng bày nghệ thuật ở Florence). Câu chuyện của Geri mâu thuẫn với Peruggia, nhưng rõ ràng là Peruggia mong đợi một phần thưởng cho việc trả lại bức tranh cho những gì ông coi là "quê hương" của mình. Geri đã gọi cho Giovanni Poggi, giám đốc Phòng trưng bày Uffizi, người đã chứng thực bức tranh. Poggi và Geri, sau khi lấy bức tranh để "bảo vệ an toàn", thông báo với cảnh sát, người đã bắt giữ Peruggia tại khách sạn của mình.  Sau khi phục hồi, bức tranh được trưng bày trên khắp nước Ý với các tiêu đề biểu ngữ vui mừng trở lại và sau đó quay trở lại bảo tàng Louvre năm 1913. Trong khi bức tranh nổi tiếng trước vụ trộm, sự nổi tiếng nhận được từ các tiêu đề báo và điều tra cảnh sát quy mô lớn đã giúp tác phẩm nghệ thuật trở thành một trong những tác phẩm nổi tiếng nhất trên thế giới. 

## Cuộc sống cá nhân sau này
Peruggia được thả ra khỏi tù sau một thời gian ngắn và phục vụ trong quân đội Ý trong Thế chiến I. Sau đó ông kết hôn, có một con gái, Celestina, trở về Pháp, và tiếp tục làm họa sĩ trang trí bằng tên khai sinh Pietro Peruggia.

## Cái chết
Vincenzo Peruggia qua đời vào ngày 8 tháng 10 năm 1925 (sinh nhật lần thứ 44) tại thị trấn Saint-Maur-des-Fossés, Pháp. Cái chết của ông đã không được thông báo rộng rãi bởi giới truyền thông. Cáo phó chỉ xuất hiện nhầm lẫn khi một Vincenzo Peruggia khác chết ở Haute-Savoie năm 1947.

## Động lực
Hiện tại có hai lý thuyết chiếm ưu thế liên quan đến hành vi trộm cắp bức tranh Mona Lisa.
- Lòng yêu nước: Peruggia nói rằng anh ấy đã làm vì một lý do yêu nước. Anh ấy muốn mang bức tranh trở lại để trưng bày tại Ý "sau khi nó bị Napoleon đánh cắp". Mặc dù có lẽ chân thành trong động cơ của mình, Vincenzo có thể không biết rằng Leonardo da Vinci đã vẽ bức tranh này như một món quà cho Francis I khi ông chuyển đến Pháp để trở thành một họa sĩ trong triều đình của mình trong thế kỷ 16, 250 năm trước khi Napoleon ra đời.
Các chuyên gia đã đặt câu hỏi về động cơ 'lòng yêu nước' với lý do - nếu đây là động cơ thực sự - Peruggia sẽ tặng bức tranh cho một bảo tàng Ý, chứ không phải là cố gắng thu lợi từ việc bán nó. Câu hỏi về tiền bạc cũng được xác nhận bằng những lá thư mà Peruggia gửi cho cha sau vụ trộm cắp. Vào ngày 22 tháng 12 năm 1911, bốn tháng sau vụ trộm cắp, anh viết rằng Paris là nơi "Tôi sẽ làm cho tài sản của tôi và rằng tài sản của anh ấy sẽ đến trong một lần bắn."  Năm sau (1912), anh viết: "Tôi đang hứa với bản thân là sẽ sống lâu và tận hưởng giải thưởng mà con trai bạn sắp nhận ra cho bạn và cho cả gia đình chúng tôi".
Đưa ra xét xử, tòa án phán xét ở một mức độ nào đó, rằng Peruggia đã phạm tội của mình vì lý do yêu nước và đưa ra một quyết định khoan dung. Ông bị giam trong tù một năm và 15 ngày, nhưng được coi là một người yêu nước lớn ở Ý và chỉ bị giam bảy tháng tù.